# Proceso cruzado
Proceso cruzado (cross processing en inglés, a veces abreviado xpro) es el método de procesar deliberadamente película fotográfica en una solución química destinada a un tipo diferente de película. El efecto fue descubierto independientemente por muchos fotógrafos diferentes, a menudo por error, en la época del C-22 y el E-4. Fue muy utilizado para publicidad de moda y fotografía de bandas musicales. 
El proceso cruzado normalmente conlleva uno de los dos métodos siguientes:
- Procesamiento de una película positiva de paso universal en color con químicos C-41, que generaba una imagen negativa sobre una base incolora.

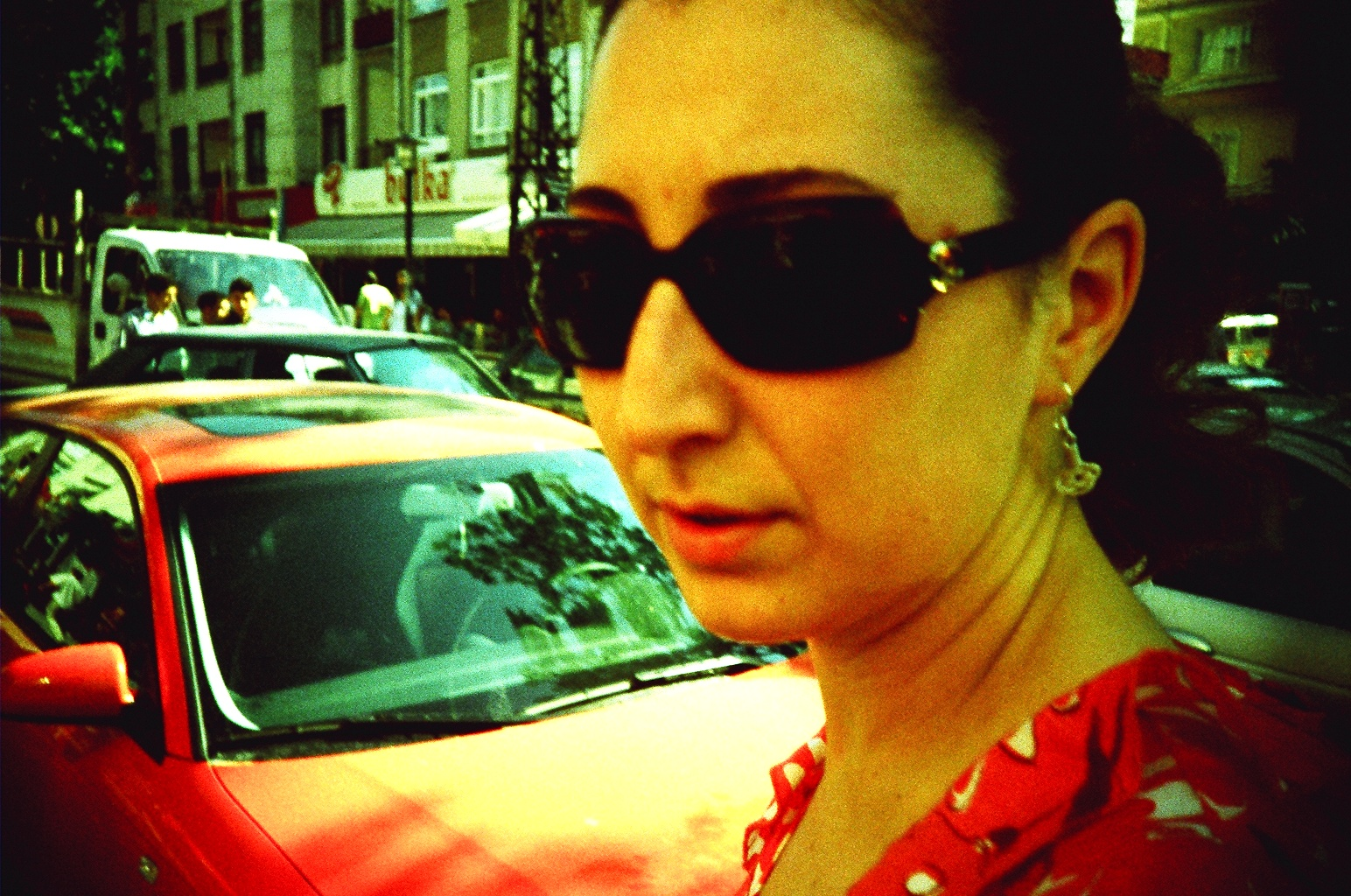
Película Elite Chrome 400 revelada con químicos C-41.

- Procesamiento de una película negativa en color con químicos E-6, que generaba una imagen positiva pero con la base naranja de un negativo en color procesado normalmente.

## Procesos
Tradicionalmente, el proceso cruzado de la película diapositiva en color con químicos C-41 era el más común. Algunos comerciantes de cuarto oscuro/fotografía de nivel comercial realizaban este proceso de revelado. Sin embargo, el proceso cruzado podía adoptar muchas otras formas, como la película negativa en color y/o la película positiva de paso universal en color en un revelador de blanco y negro.
Se podían obtener otros efectos interesantes al blanquear películas en color procesadas en químicos de blanco y negro utilizando una mezcla dicromática de ácido clorhídrico o una solución de triyoduro de potasio (Kl3). Si estas películas blanqueadas se reexponían entonces a la luz y se reprocesaban en sus correspondientes químicos de color, se obtenían sutiles efectos pastel de relativamente bajo contraste.

## Características
Las fotografías de procesos cruzados se caracterizaban a menudo por sus colores artificiales y su alto contraste. Los resultados del proceso cruzado diferían de un caso a otro, pues estaban determinados por muchos factores como la hechura y el tipo de la película utilizada, la cantidad de luz expuesta sobre ella y el producto químico utilizado para revelarla.
Los efectos del proceso cruzado pueden simularse en fotografía digital por medio de una serie de técnicas que comprenden la manipulación del contraste/brillo, el tono/saturación y las curvas en editores de imagen tales como Adobe Photoshop o GIMP; sin embargo, carecen del carácter impredecible de las imágenes de los procesos cruzados tradicionales.

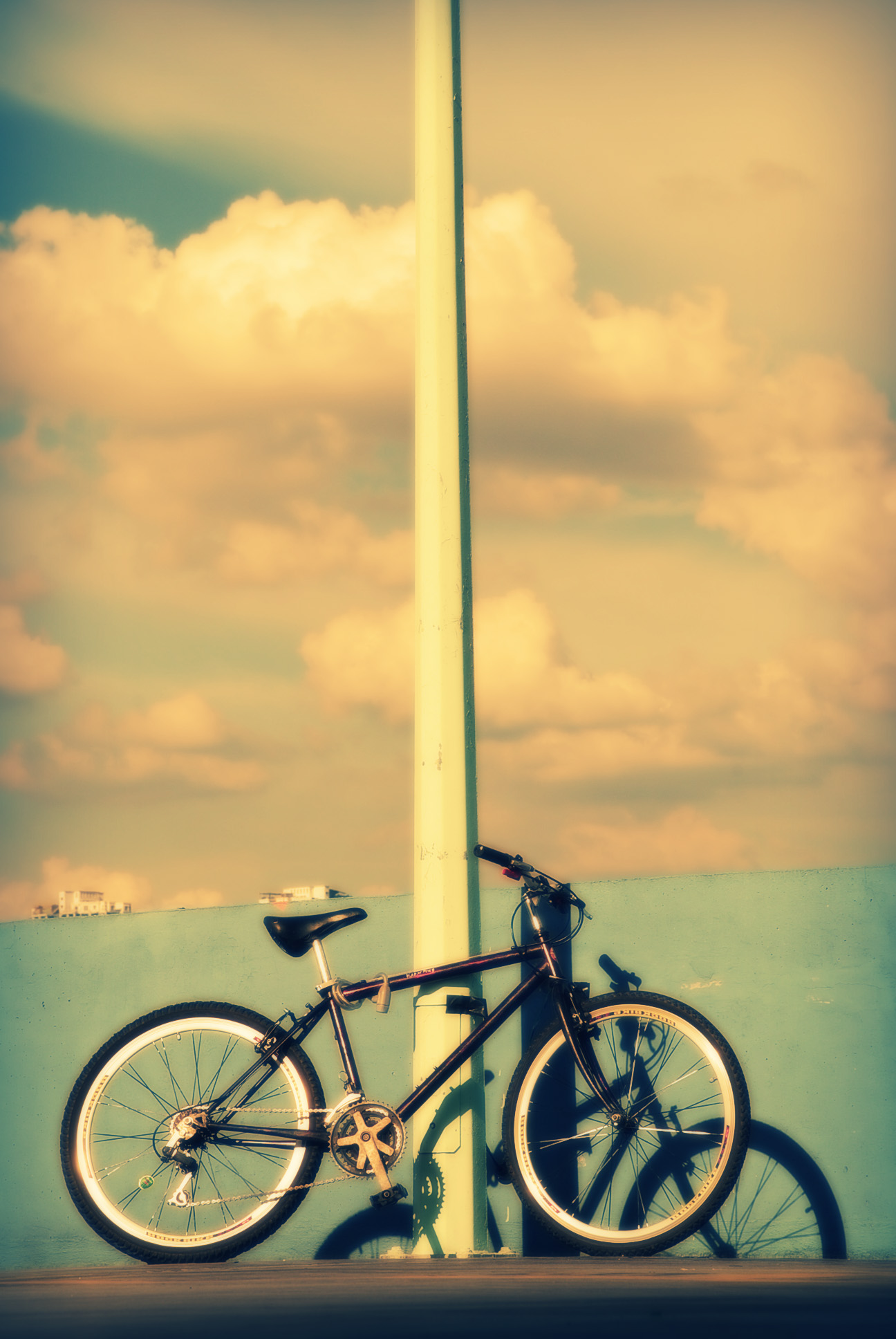
Fotografía con efecto de proceso cruzado digital; nótese como las áreas normalmente negras tienen ahora de un tono azulado.

## Películas
Aunque es muy subjetivo qué películas eran más apropiadas para los procesos cruzados, algunas se hicieron más populares que otras. Una de las más populares para procesos cruzados era la Agfa Precisa, y otras también populares eran las Fuji Astia y Provia 100. Entre las películas Fujichrome, la Sensia de 100 ASA ofrecía a menudo un matiz magenta, la de 200 ASA cambiaba hacia azul o verde. La subexposición también causaba un fuerte vaciado magenta.

## Ejemplos de procesos cruzados
- La película Domino (2005) de Tony Scott fue rodada en material de paso universal en color y revelada con proceso cruzado. “Quemada” intencionadamente y rodada frecuentemente a 6 fotogramas por segundo, la película tiene un aspecto pringoso de alto contraste con una dominante roja.
- La película Hellbreeder (2004) de James Eaves y Johannes Robert fue rodada en material de paso universal en color y luego revelada con proceso cruzado.